# Oxabetrinil
Oxabetrinil ist eine chemische Verbindung aus der Gruppe der Oximether sowie ein von Ciba-Geigy 1982 eingeführter Herbizid-Safener.

## Verwendung
Oxabetrinil wird bei verschiedenen Sorghumhirsen als Beize angewendet, um die Pflanze vor Schäden durch das Herbizid Metolachlor zu bewahren. Der Wirkstoff stimuliert den Abbau von Metolachlor durch die Glutathion-S-Transferase. Oxabetrinil wurde von Fluxofenim abgelöst.